# Forssjö bruk

Forssjö bruk är ett före detta järnbruk i Forssjö, Stora Malms socken, Katrineholms kommun.
Här fanns redan på 1500-talet en kvarn, och under 1600-talet fanns här en stångjärnshammare som dock lades ned 1684. Driften av kvarnen och en vattensåg fortsatte dock. 1685 lades Forssjö under Ericsberg. 1748 erhöll Ericsberg privilegier för anläggandet av en hammare vid Forssjö. 1838 uppfördes även en masugn för tillverkning av tackjärn för bearbetning hammaren. Malm för brukets drift hämtades från olika gruvor tillhöriga Ericsberg, i första hand Skalunda gruva i Sköldinge socken. 1911 lades bruket ned. I stället byggdes sågverket på orten ut.